# جوایز فیلم لهستان

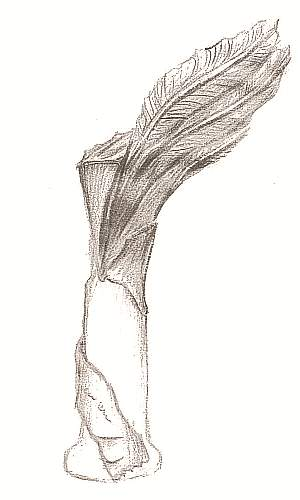
طرحی از تندیس جایزه

جوایز فیلم لهستان (به لهستانی: Polskie Nagrody Filmowe) مجموعه جایزه‌های سینمایی هستند که از سال ۱۹۹۹ هرساله توسط آکادمی فیلم لهستان به برگزیدگان اهدا می‌شود. جایزه اهدایی، عقاب (Orzeł) نام دارد.

## جایزه‌ها
- بهترین فیلم – از ۱۹۹۹
- بهترین بازیگر اصلی مرد – از ۱۹۹۹
- بهترین بازیگر اصلی زن – از ۱۹۹۹
- بهترین بازیگر نقش مکمل مرد – از ۲۰۰۰
- بهترین بازیگر نقش مکمل زن – از ۲۰۰۰
- فیلم اسکور – از ۱۹۹۹
- بهترین کارگردانی – از ۱۹۹۹
- بهترین فیلم‌نامه – از ۱۹۹۹
- بهترین فیلم‌برداری – از ۱۹۹۹
- بهترین طراحی لباس – از ۲۰۰۱
- بهترین صدابرداری – از ۱۹۹۹
- بهترین تدوین – از ۱۹۹۹
- بهترین طراحی تولید – از ۱۹۹۹
- بهترین فیلم اروپایی – از ۲۰۰۵
- بهترین تهیه‌کننده – ۱۹۹۹–۲۰۰۱

جایزه‌های ویژه:
- جایزه تماشاگران
- جایزه ویژه
- جایزه دستاورد یک عمر